# On hi hagi els diners
On hi hagi els diners  (títol original: Where the Money Is) és una pel·lícula estatunidenca dirigida per Marek Kanievska, estrenada l'any 2000. Ha estat doblada al català.

## Argument
Henry és un veterà atracador de bancs que fingeix una paràlisi cerebral perquè el traslladin de la presó a una residència d'ancians. La infermera Carol, que és l'encarregada de cuidar-ho, és una dona fastiguejada del seu treball i del seu matrimoni, i l'historial de Henry desperta la seva curiositat. Incitada per la seva ànsia d'emocions fortes, força a Henry a que li reveli el seu secret i aquest l'ajuda a descobrir en si mateixa una capacitat delictiva que desconeixia. A partir d'aquest moment, Carol intenta convèncer a Henry perquè dugui a terme un últim cop.

## Repartiment
- Paul Newman: Henry Manning
- Linda Fiorentino: Carol MacKay
- Dermot Mulroney: Wayne MacKay
- Susan Barnes: Mme Foster
- Anne Pitoniak: Mme Tetlow
- Bruce MacVittie: Karl
- Irma St. Paule: Irma Galer
- Michel Perron: Guard
- Arthur Holden: Bob
- Richard Jutras: Manager
- Frankie Faison: Guàrdia de seguretat

## Crítica
- "Newman i Fiorentino broden un rar, lliure i gojós idil·li (...) El guió és una molt original combinació de comèdia i thriller. El que explica és un bonic disbarat que es veu molt bé"[3]